# Simfonijska muzika Ludviga van Betovena

## Idejna osnova Betovenove simfonijske muzike
Ludvig Van Betoven (1770 – 1827) je, polazeći od one tačke do koje su stigli Hajdn i Mocart, najpre izgradio svoj sopstveni stil proširivši simfonijski oblik i menuet u trećem stavu zamenivši njegovom ubrzanom varijantom – SKERCOM – revolucionisao simfoniju za ceo XIX vek, pridružujući orkestru vokalne soliste i hor. To je postigao u jednom velikom stvaralačkom rasponu od 32 godine, počevši 1791. godine prve radove na muzici za poemu „Oda Radosti” Fridriha Šilera, što se zatim pretočilo najpre u Prvu Simfoniju, pa u čitav jedan niz simfonijskih dela koje se kao karike jednog velikog lanca nadovezuju jedna na drugu, da bi konačno, 1823. godine u Devetoj Simfoniji, ostvario u jednom kolosalnom vidu, svoju prvobitnu ideju. Na desetom simfonijskom delu, rad je sprečila majstorova smrt. Simfoničar Betoven – treći i najsnažniji predstavnik prvog Bečkog trijumvirata i pionir romantizma XIX veka.

## Razvojni periodi Betovena simfoničara
I Betovenovo simfonijsko stvaralaštvo (kao uostalom i stvaralaštvo u celini), može se posmatrati kroz tri razvojna perioda: prvi - gde Betoven preuzima muzičko nasleđe svojih prethodnika i već izgrađuje sopstveni stil na osnovi tog nasleđa. Tom periodu pripada Prva Simfonija. Drugi - Betoven je već zreo umetnik koji na vlastiti način tretira nasleđene forme, značajno ih obogaćujući. Sve Simfonije od Druge do Osme, pripadaju ovom stvaralačkom periodu. Treći i pozni period - Betoven još smelije obogaćuje, pa i razlaže nasleđene forme (nikad ih ne napuštajući), iz potrebe da izrazi sva svoja umetnička stremljenja. Majstorova Deveta Simfonija, pripada ovom periodu.

## Izvođači Betovenovih simfonija
Simfonije Ludviga van Betovena imaju brojne uspele izvođače:
Bečka Filharmonija - Dirigent: Karlos Klajber;
Berlinska Filharmonija - Dirigent: Herbert Fon Karajan;
Berlinska Filharmonija - Dirigent: Rafael Kubelik;
Berlinska Filharmonija - Dirigent: Klaudio Abado;
Simfonijski Orkestar Kolumbija - Dirigent: Bruno Valter;
Bostonski Simfonijski Orkestar - Dirigent: Šarl Minš;
Bostonski Simfonijski Orkestar - Dirigent: Erih Lajnsdorf;
Simfonijski Orkestar iz Montreala - Dirigent: Stanislav Skrovačevski;
Zagrebačka Filharmonija - Dirigent: Lovro Matačić;
Beogradska Filharmonija - Dirigent: Emil Tabakov